# Pterorhinus lanceolatus
Pterorhinus lanceolatus là một loài chim trong họ Leiothrichidae.